# Pojkelitserien i bandy
Pojkelitserien i bandy spelas med P18-lag, och är Sveriges toppdivision i bandy för pojkar. Serien hade premiär säsongen 2012/2013 och består av norrgrupp och södergrupp, med trippelmöten i separata serier. De bästa lagen vidare till slutspel om svenska mästerskapet.

## Svenska mästare sedan seriens införande
- 2013: Vetlanda BK[2]

### Fotnoter
1. ↑  Erik Jonsson (4 september 2012). ”Juniorerna får en egen elitserie”. Svenska Bandyförbundet. Arkiverad från originalet den 21 oktober 2012. https://web.archive.org/web/20121021201125/http://iof1.idrottonline.se/svenskabandyforbundet/bandynyheter/senastenytt/juniorernafarenegenelitserie/. Läst 12 oktober 2013.
2. ↑  ”Mästare genom åren”. Svenska Bandyförbundet. http://iof1.idrottonline.se/SvenskaBandyforbundet/Bandyfinalen/Historik/Svenskamastare/P1718/. Läst 12 oktober 2013.